# Коломеец, Евгений Васильевич
Евгений Васильевич Коломеец (род. 30 января 1928, Омск, РСФСР, СССР) — учёный, доктор физико-математических наук (1984), профессор (1985). Заслуженный деятель науки и техники Казахстана (1997).

## Биография
В 1956 году окончил КазГУ.
В 1956—88 годах старший лаборант, младший научный сотрудник, старший инженер, старший научный сотрудник, заведующий лабораторией, заведующий кафедрой в КазГУ.
С 1999 года живёт в Америке. Основные научные труды посвящены вопросам космофизики, физики космических лучей, физики нейтрино, элементарных частиц и исследованию фундаментальных и прикладных вопросов ядерной физики.